# Рогостинка
Рогостинка або Брід — струмок у Подільському районі Києва, ліва притока Сирця. Струмок перетинає лісопарк «Сирецький гай» у його північній частині із заходу на схід. Довжина — 1,7 км. 
Рогостинку часто плутають з іншою колишньою притокою Сирця — Курячим бродом, яка нині протікає майже повністю у колекторі та впадає в озеро Андріївське.

## Опис
Бере свій початок у Сирецькому гаю, північніше ЖК «Місто Квітів», 
витікаючи з колектора східніше гаражного кооперативу «Тюльпан», який був збудований на засипаній ділянці Рогозового яру. 
Протікає Рогозовим яром (звідси й назва) із заходу на схід північніше хутора Софіївка.
Перед перетином із залізницею на струмку є заболочене озеро Корчі, також відоме серед місцевих мешканців під назвою Неструїха (Днеструїха)..
Далі річка перетинає водовипускним колектором залізницю і за 350 м впадає у річку Сирець (протікає під промзоною у колекторі).
Протікає природним руслом, за винятком ділянок під залізницею, шахтою Київського метро та гаражним кооперативом «Тюльпан».

## Антропогенне навантаження
До 1970-х років озеро Корчі було популярним місцем відпочинку киян. Після будівництва заводу Кристал (нині Квазар-Мікро, вул.Північно-Сирецька 1-3) озеро загинуло через хімічне забруднення стічними водами підприємства.
У 2019 році при будівництві вентиляційної шахти на ділянці Сирецько-Печерської лінії Київського метрополітену «Київметробуд» вирубав та пошкодив десятки дерев довкола струмка, а сам струмок загнав у колектор.

## Галерея

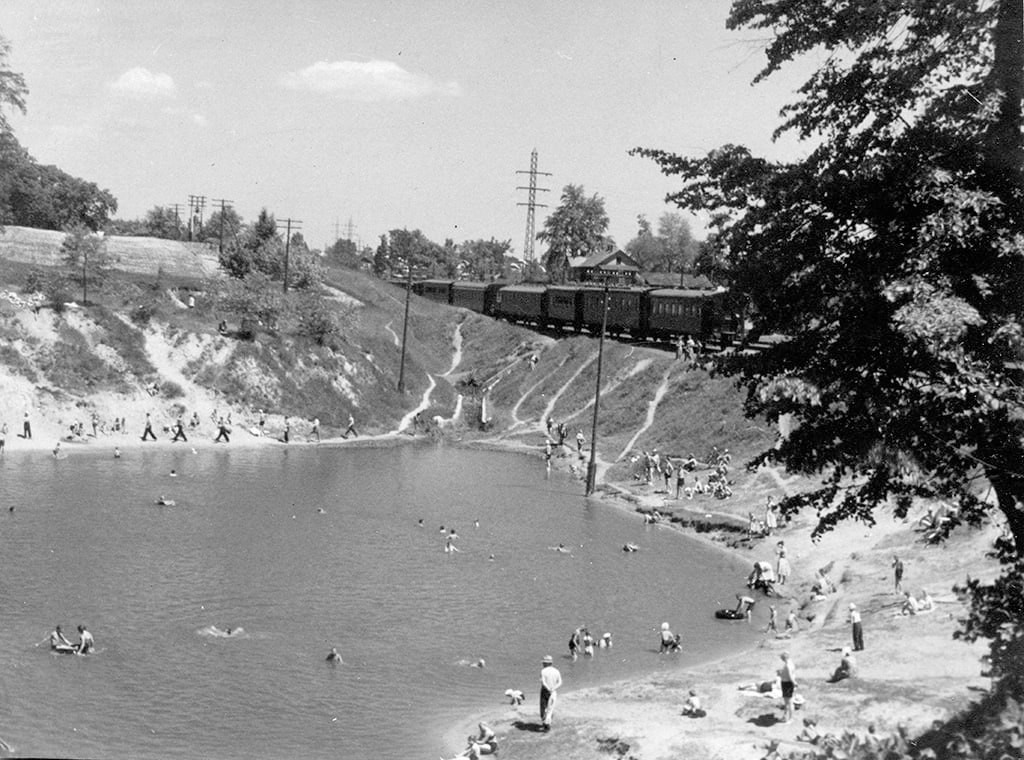
Озеро Корчі, струмок Рогостинка, роз'їзд Сирець, 1960-ті роки
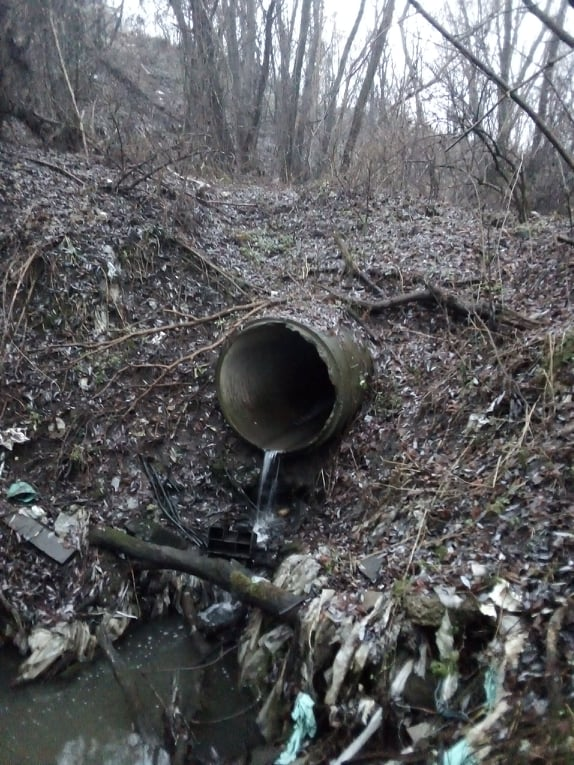
Витік Рогостинки з колектора поблизу гаражного кооперативу «Тюльпан»
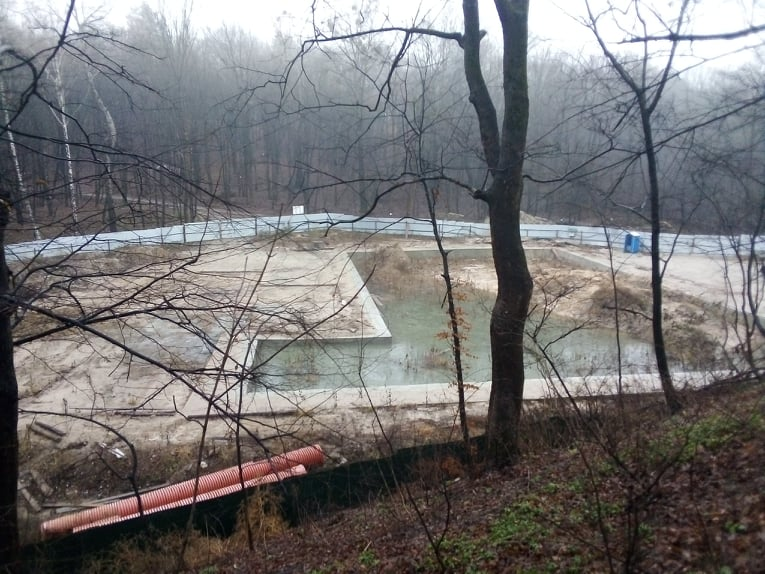
Ділянка парку, по якій протікає Рогостинка (нині у колекторі), з вирубаними «Київметробудом» деревами
Заросле озеро Корчі на струмку Брід
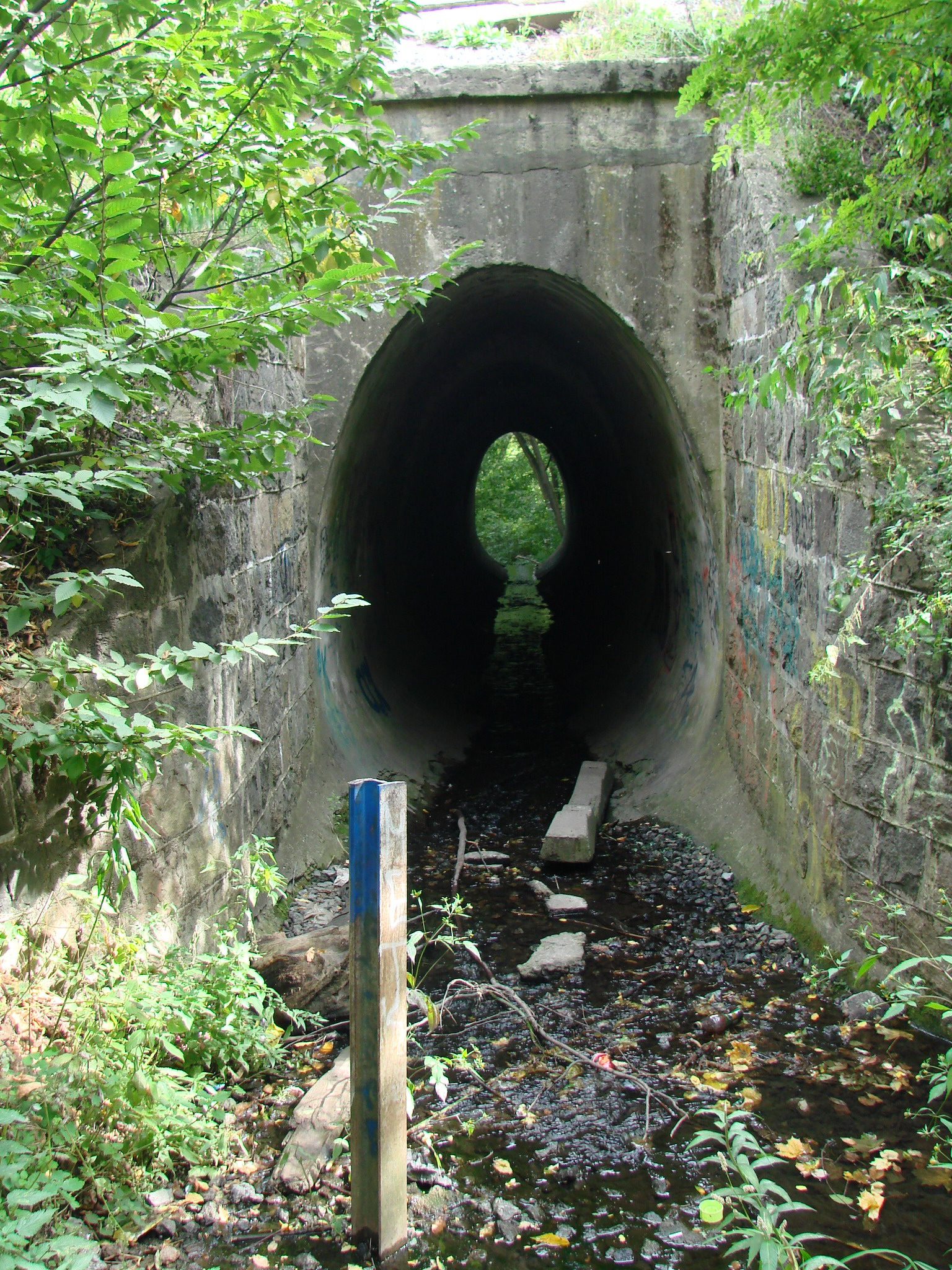
кульверт «яйце» під Північним залізничним напівкільцем Києва